# Samba
Samba — вільна реалізація  мережевого протоколу SMB/CIFS.  Samba випускається під ліцензією GNU. Назва  Samba походить від SMB — назви протоколу, який використовується Microsoft Windows для мережевої файлової системи. Головною перевагою Samba є те, що з її допомогою можливо використовувати у мережі одночасно комп'ютери з операційними системами Windows та Unix, організовувати обмін файлами між ними без окремого Windows-сервера.

## Особливості
Починаючи з третьої версії Samba надає служби файлів і друку для різних клієнтів Microsoft Windows, і може інтегруватися з Windows Server: або як Основний контролер домену (PDC), або як член домену. Вона також може бути частиною домену Active Directory. З версії 3 Samba підтримує файлові сервіси та сервіси для друку.
Samba 4 надає повну реалізацію контролера домену і сервісу Active Directory, сумісного з реалізацією Windows 2000 і здатного обслуговувати усі підтримувані Microsoft версії Windows-клієнтів, у тому числі Windows 8. Samba 4 є багатофункціональним серверним продуктом, що надає також реалізацію файлового сервера, сервісу друку і сервера ідентифікації (winbind).
Виконується на більшості Юнікс-подібних систем, таких як: Linux, Solaris, BSD, Mac OS X Server. Входить до більшості дистрибутивів Лінукс. В OS/2 портований samba-клієнт, плагіном до віртуальної файлової системи NetDrive.

## Порівняння з Windows Server
Головною відмінністю від серверних версій Windows є відсутність підтримки для групових політик (непряма підтримка в принципі можлива) і налаштувань профілів користувачів і комп'ютерів.

## Історія
Ендрю Триджелл (Andrew Tridgell) розробив першу версію Samba Unix в 1992 році, в Австралійському національному університеті. «nbserver 1.5» був випущений в грудні 1993 року. Триджелл пізніше з'ясував, що протокол був багато в чому схожий на той, який використовується в інших мережевих серверних системах, зокрема Microsoft’s LAN Manager. І тоді він вирішив зосередитися на мережевій сумісності з продуктами Microsoft.
Самба спочатку називався smbserver. Назва була змінена у зв'язку із сповіщенням від компанії «Syntax», яка є власником товарного знаку на «SMBserver», про порушення права на торгову марку.

## З чого складається Samba
Під загальною назвою Samba знаходяться декілька пакетів, що служать для роботи Samba, налаштування і виконання необхідних функцій:
1. smbd — демон Samba, що забезпечує обслуговування користувачів, які хочуть доступитися до загальних документів сервера;
2. nmbd — демон сервера імен NetBIOS, які забезпечують доступ до служб імен NetBIOS через IP, одним словом, завдяки цьому системи під керівництвом Windows бачать в своєму мережевому оточенні систему під керівництвом Unix-подібних систем;
3. samba-client — пакет, що дозволяє працювати із загальними документами на системі під Windows та серверів Linux
4. samba-SWAT (Samba Web Administration Tool) — засіб що дозволяє керувати сервером Samba через вебінтерфейс;
5. smbstatus — пакет для моніторинга Samba;
6. smbpasswd — керування паролями Samba;
7. testparm — перевірка конфігураційного файла Samba;
8. testprns — перевірка конфігурації принтерів;

і є кілька незначних пакунків:
- Ksamba — для прихильників KDE режиму в Linux утиліта для конфігурації Samba;
- smbedit — програма для редагування конфігураційного файла для операційної системи Windows;

## Встановлення Samba для Red Hat
Пропонується встановлювати пакети Samba із репозиторія — якщо потрібно буде додатковий пакет, тоді він буде встановлений!
Розпочинаємо:
1. Відкриваємо термінал (Встановлюємо через термінал);
2. Якщо Ви не під користувачем root, тоді необхідно зайти під ним (наберіть в терміналі команду su, а потім пароль користувача root);
3. Далі продовжуємо працювати в терміналі =>
Встановлюємо сервер Samba =>
yum -y install samba
Потім встановимо клієнт Samba =>
yum -y install samba-client
Для прихильників віконного інтерфейсу Linux, можна встановити графічний засіб налаштування Samba сервера =>
yum -y install system-config-samba
та для зручного налаштування і адміністрування, через вебінтерфейс можна встановити SWAT =>
yum -y install samba-swat
після успішного встановлення пакетів Samba перейдемо до налаштування.

## Виноски
1. ↑  Samba 4.9.4 Available for Download. Архів оригіналу за 17 лютого 2019. Процитовано 20 грудня 2018.
2. 1 2  https://openhub.net/p/samba
3. ↑  Samba Primary Domain Controller with Group Policies. Архів оригіналу за 20 квітня 2008. Процитовано 17 квітня 2008.